# Великая подмена
«Великая подмена» (англ. The Grand Substitution, кит. трад. 萬古流芳, пиньинь wàn gŭ liú fāng, буквально: «Останется славен в веках») — гонконгский фильм 1965 года, музыкальная драма-хуанмэй студии Shaw Brothers, снятый под руководством режиссёра Янь Цзюня (также в одной из главных ролей).
Постановка основана на пьесе времен династии Юань (XIII век) драматурга Цзи Цзюньсяна «Сирота из рода Чжао» (полное название — кит. трад. 趙氏孤兒大報仇; букв. «Сирота из рода Чжао — Великое отмщение»). В основе самой пьесы лежат исторические события VI века до н. э., описанные в исторических хрониках Сыма Цяня «Ши цзи».

## Сюжет
VI век до н. э. Древний Китай в эпоху формального правления династии Чжоу, в период «Вёсен и Осеней», разделён на несколько удельных царств. Действие происходит в удельном царстве Цзинь в 597—583 годах до н. э.
Правитель удельного царства Цзинь Лин-гун, имеющий склонность только к развлечениям, реально отдал все бразды правления лживому и жестокому советнику Ту Аньгу. Такое положение вещей вызывает гнев у многих, но лишь верный царству старший советник Чжао Дунь, служивший ещё трём поколениям предков Лин-гуна, осмеливается противоречить ему перед лицом императора. В частности, только настоянием Чжао Дуня был послан на границу отразить нападение врагов генерал Вэй Цзян. Однако у всякого есть свой предел, и однажды Чжао Дуню не остаётся ничего иного, как высказать в лицо повелителю своё мнение о его «правлении» и снять с себя государственные полномочия. Давно ждавший подходящего случая, Ту Аньгу не замедляет продвинуть указ о полном истреблении бывшего соперника, его семьи и домочадцев — общим числом около 300 человек.
Смерти (но не пыток) избегает лишь его невестка, принцесса Чжуанцзи, дочь самого властителя, однако, когда становится известно, что она ждёт ребёнка — злобный Ту Аньгу выносит ещё нерождённому наследнику Чжао тот же приговор.
Верный семье Чжао врач Чэн Ин, пытаясь помочь, выкрадывает младенца из дворца сразу после рождения, однако Ту, не найдя ребёнка, объявляет, что, если тот не будет возвращён, будут убиты все дети в округе этого возраста. Самоотверженный врач с болью идёт на отчаянный поступок — жертвует собственным ребёнком… Одновременно с сыном он лишается и своего старейшего друга и побратима Кун Суня, добровольно жертвующего собой, выдавая себя за «укрывателя», чтобы сделать подмену более достоверной. Удовлетворённый Аньгу, принимая во внимание «лояльность, чтобы спасти свою кровь» Чэн Ина, берёт врача и «его сына» под свою защиту и опеку.
Проходит 15 лет. Выросший в бойкого юношу Чжао У, охотясь в одиночку, сбивает птицу за ограду чьего-то богатого дома. Проникнув туда, он встречает хозяйку дома (его собственную мать), которая сначала достаточно тепло его принимает, однако узнав, кто его отец и опекун — приказывает вышвырнуть его за ворота. Поражённый до слёз, мальчик рассказывает дома отцу о случае — и наконец узнаёт о своём реальном происхождении. Взяв в союзники вернувшегося с границы генерала Вэй Цзяна, они заманивают Ту Аньгу в ловушку, где несостоявшаяся жертва собственноручно свершает великое отмщение. Узнавшая правду Чжуанцзи, наконец вернувшая себе сына, предлагает благодетелю всяческое покровительство, но он желает лишь закончить свои дни в уединении — однако память о нём сохранится в веках…

## В ролях
| Актёр                           | Роль                                                                  |
| ------------------------------- | --------------------------------------------------------------------- |
| Ли Лихуа (вокал Лю Юнь)         | принцесса Чжуанцзи                                                    |
| Айви Лин По (вокал собственный) | Чжао У                                                                |
| Янь Цзюнь (вокал Хун Кёна)      | врач Чэн Ин                                                           |
| Чэнь Яньянь                     | жена Чэн Ина                                                          |
| Лён Ёй                          | Лин-гун                                                               |
| Чин Мяо                         | старший министр Чжао Дунь                                             |
| Ли Ин                           | министр Ту Аньгу                                                      |
| Ян Чжицин                       | побратим Чэн Ина Кун Сунь (в драме - отставной министр Гунсунь Чуцзю) |
| Тан Ти                          | генерал Вэй Цзян                                                      |

## Съёмочная группа
- Компания: Shaw Brothers
- Продюсер: Шао Жэньлэн
- Режиссёр: Янь Цзюнь
- Режиссёрская группа: Чань Яусань, Чань Кинсам, Чэнь Цижуй
- Сценарий, тексты вокальных партий (включая закадровые): Чань Яусань на основе драмы-первоисточника Цзи Цзюньсяна (XIII век)
- Композиторы: Эдди Х. Ван Цзюжэнь, Сянь Хуа
- Грим: Фан Юэнь
- Оператор: Юнь Чансам
- Редактор фильма: Цзян Синлун

## Технические данные
- Язык диалогов и вокала: севернокитайский[3], предположительно — традиционный для оперы хуанмэй аньцинский диалект.
- Плёнка и формат фильма: Eastmancolour 35 мм, снято в формате Shawscope (фирменная версия CinemaScope) 2,35:1. Звук — моно.
- Дата премьеры: 15 апреля 1965 (Гонконг), есть также сведения о более ранней премьере на Тайване 24 декабря 1964 года[3].

## Награды
12-й Азиатско-тихоокеанский кинофестиваль (1964)
- Лучший фильм[3]
- Лучшая женская роль — Ли Лихуа
- Спецприз «За самый универсальный талант» — Айви Лин По[4]

Другое
- Премия «Киотский Медведь» (яп. 京都之熊, Kyōto no guma) от Министерства образования Японии[3].

## Историческая достоверность
Следует учитывать, что фильм искажает события по сравнению с летописью:
- Исторически в доимперском Древнем Китае правители Лин-гун[англ.] и Чэн-гун именовались князьями (гунами), а не «императорами»;
- Действие анахронистично по сравнению с их реальными датами правления, не говоря о других разночтениях.

## Дополнительные факты
- Пьеса «Сирота из рода Чжао» является первым китайским драматическим произведением, переведённым на европейские языки (начиная с перевода в 1731 году на французский иезуитского миссионера Жозефа Анри Мари де Премара). Перевод был адаптирован рядом драматургов, а в 1755 году и поставлен на европейской сцене в адаптации Вольтера под названием «Китайский сирота» (фр. L'Orphelin de la Chine)[5].
- Старший министр Чжао Дунь неоднократно упоминается Конфуцием как положительный пример государственного чиновника.[6].